# Amblyopone mercovichi
Amblyopone mercovichi es una especie de hormiga del género Amblyopone, familia Formicidae. Fue descrita científicamente por Brown en 1960.

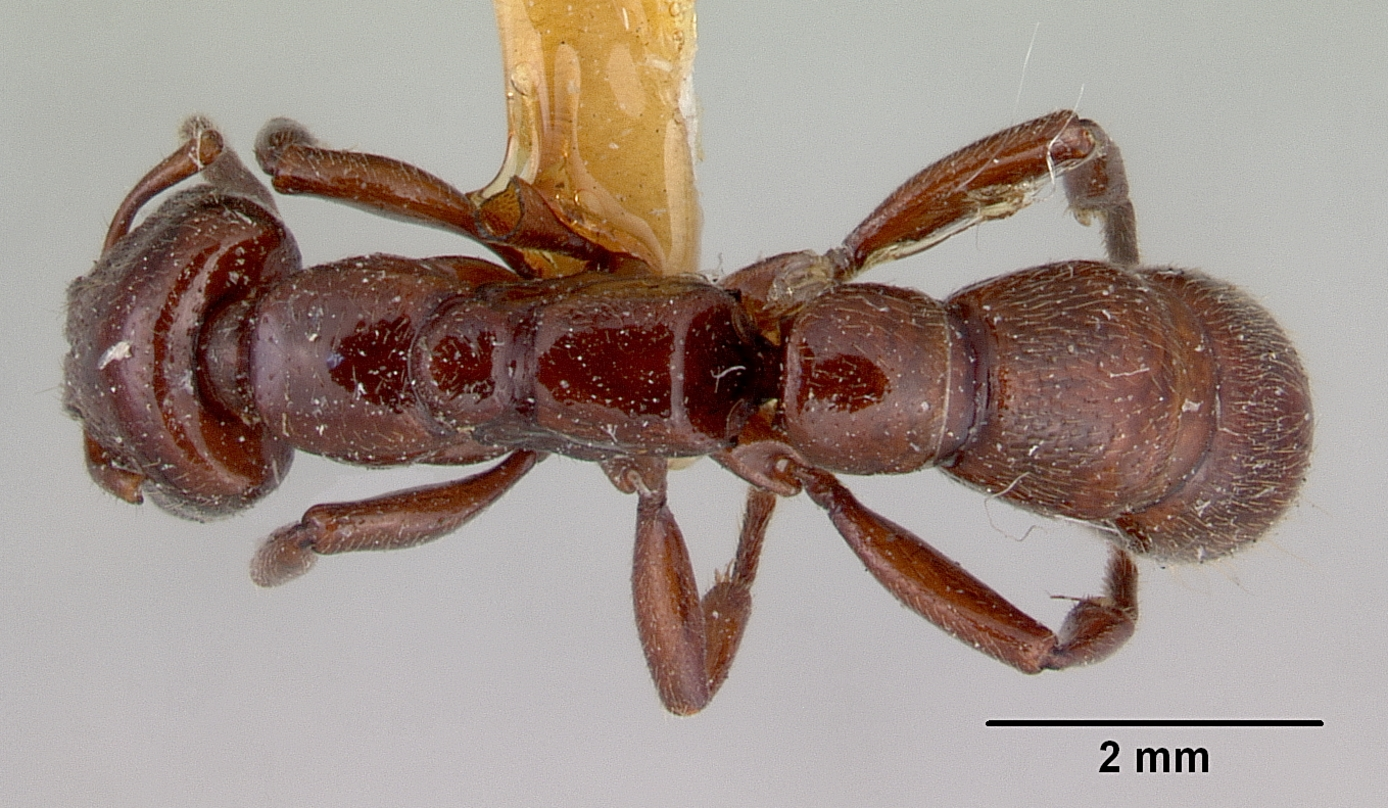
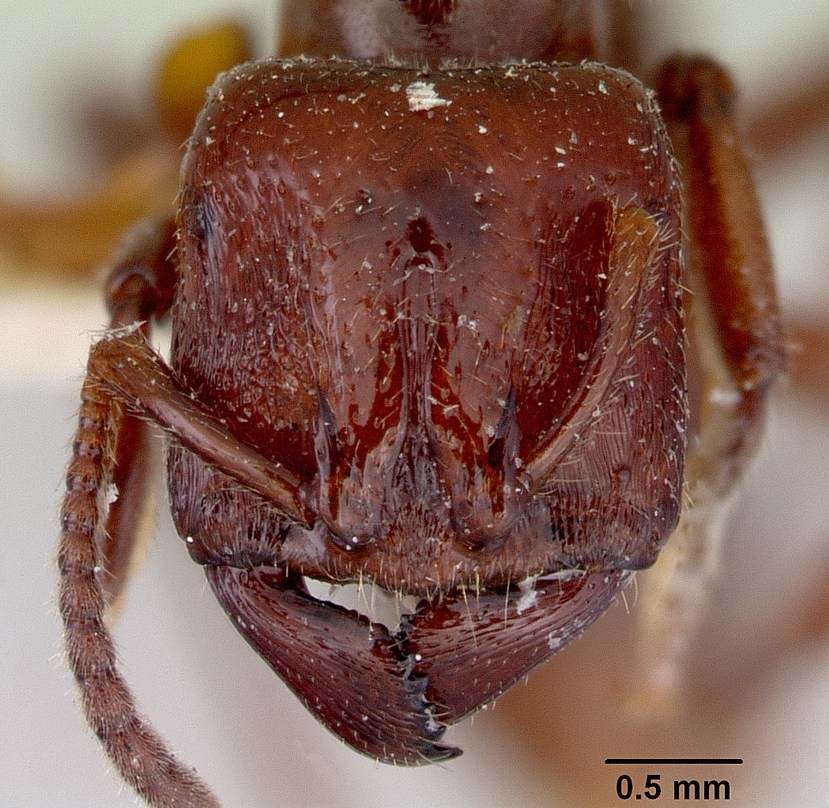

Se distribuye por Australia.